# ديناستي (مسلسل 1981)
ديناستي (بالإنجليزية: Dynasty)‏ هو مسلسل دراما تم إنتاجه في الولايات المتحدة. بدأ عرضه في سنة 1981 على هيئة الإذاعة الأمريكية. بلغ عدد مواسم المسلسل 9 مواسم، بلغ عدد حلقاته 220 حلقة، وتبلغ مدة الحلقة الواحدة 46 دقيقة. تم بث المسلسل لأول مرة بتاريخ 12 يناير 1981 بينما تم بث آخر حلقة منه بتاريخ 11 مايو 1989 بعد أن استمر لقرابة 8 أعوام. من بطولة ليندا إيفانز، جوان كولينز، جون جيمس، باميلا مارتن، جاك كولمان، هيذر لوكلير وكارول جونسون. فاز المسلسل بجائزة غولدن غلوب لأفضل مسلسل دراما.

## روابط خارجية
- ديناستي على موقع IMDb (الإنجليزية)
- ديناستي على موقع ميتاكريتيك (الإنجليزية)
- ديناستي على موقع الموسوعة البريطانية (الإنجليزية)
- ديناستي على موقع روتن توميتوز (الإنجليزية)
- ديناستي على موقع فيلمافينيتي (الإسبانية)
- ديناستي على موقع كينوبويسك (الروسية)
- ديناستي على موقع ألو سيني (الفرنسية)
- ديناستي على موقع قاعدة بيانات الفيلم (الإنجليزية)